# Distrito Regional de Nanaimo
O Distrito Regional de Nanaimo (enumerado como 18) é um dos 29 distritos regionais da Colúmbia Britânica, no oeste do Canadá. É limitado a sul pelo Distrito Regional de Cowichan Valley, a oeste pelo Distrito Regional de Alberni-Clayoquot e a noroeste pelo Distrito Regional de Comox Valley. Seus escritórios de administração estão localizados em Nanaimo. Durante o censo de 2011, sua população foi contabilizada em 146.567 habitantes.
O Distrito Regional de Nanaimo foi incorporado em 24 de agosto de 1967. Tem membros que são cidades, vilas, distritos e sete áreas eleitorais que contêm comunidades não constituídas em sociedade.